# 艾連尼·古迪奧拿
艾連尼·古迪奧拿（阿拉伯语：عدلان قديورة；1985年11月12日—）出生於法國的阿爾及利亞職業足球員，司職中場，現效力阿爾及利亞足球甲級聯賽球會CR比罗达特，同時亦是阿爾及利亞國家隊成員。
古迪奧拿是前阿爾及利亞前鋒納沙·古迪奧拿（Nacer Guedioura）的兒子。他的母親索莉娜·龐絲（Soreira Pons）是前西班牙籃球員。

## 生平

### 球會
早年
古迪奧拿在青年時期效力法國本土的業餘球隊，並擁有經濟學學位，古迪奧拿加盟勒安坦迪SSG。其後在賽季完結後，轉會至US基迪爾-盧斯坦奴斯，上陣24場取得6球。
2008年夏天，他到了比利時踢球，加盟比甲球會KV哥積克，簽約兩年。古迪奧拿在哥積克待了半年之後，於2009年1月加盟查內爾，簽約一年半。
狼隊
2010年1月，他以外借身份加盟英超球會狼隊，直至2009/10球季季尾，狼隊並可選擇在季尾買斷他，他於1月26日首度亮相狼隊，在和利物浦互交白卷一戰後備上陣。加盟狼隊不久，古迪奧拿便成為球隊的正選，在聯賽煞科戰對新特蘭一戰首次為狼隊取得入球。不久，古迪奧拿便獲得狼隊一紙三年合約。
2012年1月30日於狼隊失去正選席位的古迪奧拿獲借用到英冠球會諾定咸森林直到球季結束。期間上陣19場及射入1球，他在作客對列斯聯取得的唯一入球獲選為諾定咸森林年度金球。
諾定咸森林
2012年7月23日古迪奧拿正式加盟諾定咸森林，轉會費沒有透露，據報達到7位數字，簽約三年。
水晶宮
2013年9月3日，27歲的古迪奧拿由英冠球會諾定咸森林加盟剛升上英超作賽的水晶宮，轉會費金額沒有透露，合約為期三年。
屈福特 (借用)
2014年11月26日，古迪奧拿被諾定咸森林被借到英冠球會沃特福德，借用期至2015年1月1日。

### 國家隊
古迪奧拿在2010年世界盃各隊備戰期間，首度入選阿爾及利亞國家隊。2010年5月28日首次代表國家隊上陣，該仗球隊以0:3不敵愛爾蘭，其後便正式入選阿爾及利亞隊大軍名單。在南非舉行的決賽週，他在所有賽事中（包括對斯洛文尼亞、英格蘭和美國）全部以後備身份上陣，惜球隊終在小組賽包尾出局。

## 外部連結
- 個人網站資料
- 狼隊官網資料
- 足球数据库：古迪奧拿的球员统计数据
- 艾連尼·古迪奧拿 – 法國職業足球聯賽数据 – 支持法语（已存档）
- 衛報資料 （页面存档备份，存于）